# Brandistock
Brandistock (tudi Brin d'estoc, buttafuore) je posebna oblika trizoba, ki se je pojavila v srednjeveški Evropi in je bilo v uporabi do 19. stoletja.
Vse tri osti so bili skrite v drogu, dokler ni uporabnik pritisnil gumba, ki je sprostil vzmet in pognal osti na plano. To je bilo tudi edinstveno med vsemi orožji na drogu, saj je edini uporabljal mehanizem.